# The Queen of Hearts (film 1923)
The Queen of Hearts è un cortometraggio muto del 1923 diretto da A.E. Coleby.

## Produzione
Il film fu prodotto dalla Stoll Picture Productions.

## Distribuzione
Il film - un cortometraggio in due bobine - fu distribuito dalla Stoll Picture Productions.